# Itumeleng Khune
Itumeleng Khune, född 20 juni 1987 i Ventersdorp, North West, är en sydafrikansk fotbollsmålvakt som spelar för Kaizer Chiefs i Premier Soccer League och det sydafrikanska landslaget.

## Klubbkarriär
Khune har spelat för Kaizer Chiefs under hela sin karriär och sommaren 2015 skrev han ett femårskontrakt med klubben.

## Landslagskarriär
Khune var med i Sydafrikas trupp i VM i fotboll 2010.